# Polaczkowo
Polaczkowo (ros. Полячково) – wieś (ros. деревня, trb. dieriewnia) w zachodniej Rosji, w sielsowiecie iwanczikowskim rejonu lgowskiego w obwodzie kurskim.

## Geografia
Miejscowość położona jest nad rzeką Prutiszcze w dorzeczu Sejmu, 1,5 km od centrum administracyjnego sielsowietu (Iwanczikowo), 9 km na północny wschód od centrum administracyjnego rejonu (Lgow), 56 km na północny zachód od Kurska, 16 km od drogi regionalnego znaczenia 38K-017 (Kursk – Lgow – Rylsk – granica z Ukrainą) – część trasy europejskiej E38.
We wsi znajduje się 159 posesji.
Klimat
Miejscowość, jak i cały rejon, znajduje się w strefie klimatu kontynentalnego z łagodnym ciepłym latem i równomiernie rozłożonymi opadami rocznymi (Dfb w klasyfikacji klimatów Köppena).

## Demografia
W 2010 r. wieś zamieszkiwało 227 osób.